# Coupe d'Italie de football 2016-2017
Navigation
Coupe d'Italie 2015-2016 Coupe d'Italie 2017-2018
La Coupe d'Italie de football 2016-2017, en italien Coppa Italia 2016-2017, est la 70e édition de la Coupe d'Italie. Comme l'édition précédente, 78 clubs participent au tournoi.
Le club vainqueur de la Coupe obtient un ticket pour la phase de groupe de la Ligue Europa 2017-2018.

## Déroulement de la compétition
Le système est le même que celui utilisé les années précédentes :
Première phase :
- 1er tour : entrés en liste de 36 clubs évoluant en Serie D, et anciennes Ligue Pro 1 et Ligue Pro 2, qui ont fusionné en une Ligue Pro unifiée en 2014-2015.
- 2e tour : les 18 vainqueurs du premier tour sont rejoints par les 22 clubs de Serie B.
- 3e tour : les 20 vainqueurs du deuxième tour sont rejoints par 12 clubs de Serie A.
- 4e tour : les 16 clubs restants s'affrontent.

Deuxième phase :
- Huitièmes de finale : les 8 clubs restants sont rejoints par les 8 derniers clubs restants de Serie A.
- Quarts de finale : se jouent en une seule rencontre.
- Demi-finales : se jouent en deux rencontres (aller et retour).
- Finale : se joue en une seule rencontre.

## Résultats

### Premier tour
| Division      | Club                    | Score             | Club                        | Division      |
| ------------- | ----------------------- | ----------------- | --------------------------- | ------------- |
| Lega Pro (D3) | AS Livourne Calcio      | 1 - 3             | SS Juve Stabia              | Lega Pro (D3) |
| Serie D (D4)  | ASD Campodarsego Calcio | 3 - 3 ap, 3-4 tab | SS Maceratese               | Lega Pro (D3) |
| Lega Pro (D3) | US Lecce                | 2 - 1             | FCD Altovicentino           | Serie D (D4)  |
| Lega Pro (D3) | Casertana FC            | 3 - 2 ap          | AC Tuttocuoio 1957          | Lega Pro (D3) |
| Lega Pro (D3) | US Alexandrie 1912      | 2 - 1             | SS Teramo Calcio            | Lega Pro (D3) |
| Lega Pro (D3) | Calcio Côme             | 3 - 0             | AD Valdinievole Montecatini | Serie D (D4)  |
| Lega Pro (D3) | Carrarese Calcio 1908   | 1 - 2 ap          | US Arezzo                   | Lega Pro (D3) |
| Lega Pro (D3) | Feralpisalò             | 2 - 3 ap          | AC Reggiana 1919            | Lega Pro (D3) |
| Lega Pro (D3) | Modène FC               | 2 - 0             | FC Francavilla              | Serie D (D4)  |
| Lega Pro (D3) | Calcio Padoue           | 0 - 0 ap, 3-4 tab | USD 1913 Seregno Calcio     | Serie D (D4)  |
| Lega Pro (D3) | US Ancône 1905          | 4 - 3             | FC Südtirol                 | Lega Pro (D3) |
| Lega Pro (D3) | Bassano Virtus 55 ST    | 1 - 1 ap, 5-3 tab | SS Fidelis Andria 1928      | Lega Pro (D3) |
| Lega Pro (D3) | Cosenza Calcio          | 1 - 0             | SSDC Frattese               | Serie D (D4)  |
| Lega Pro (D3) | US Cremonese            | 4 - 3             | Fermana FC                  | Serie D (D4)  |
| Lega Pro (D3) | Foggia Calcio           | 3 - 1             | US Città di Pontedera       | Lega Pro (D3) |
| Lega Pro (D3) | SS Matera Calcio        | 3 - 0             | SC Caronnese AS             | Serie D (D4)  |
| Lega Pro (D3) | Pordenone Calcio        | 5 - 2             | FC Grosseto SSD             | Serie D (D4)  |
| Lega Pro (D3) | SS Robur Sienne         | 0 - 3             | ACR Messine 1947            | Lega Pro (D3) |

### Deuxième tour
| Division      | Club                   | Score             | Club                    | Division      |
| ------------- | ---------------------- | ----------------- | ----------------------- | ------------- |
| Serie B (D2)  | Hellas Vérone FC       | 2 - 1             | Foggia Calcio           | Lega Pro (D3) |
| Serie B (D2)  | Carpi FC 1909          | 3 - 2             | SS Maceratese           | Lega Pro (D3) |
| Serie B (D2)  | Spezia Calcio          | 1 - 0             | Modène FC               | Lega Pro (D3) |
| Serie B (D2)  | SPAL 2013              | 2 - 0             | ACR Messine 1947        | Lega Pro (D3) |
| Serie B (D2)  | Vicence Calcio         | 4 - 2             | Casertana FC            | Lega Pro (D3) |
| Lega Pro (D3) | Bassano Virtus 55 ST   | 2 - 0             | US Avellino 1912        | Serie B (D2)  |
| Serie B (D2)  | AS Cittadella          | 1 - 2 ap          | US Cremonese            | Lega Pro (D3) |
| Serie B (D2)  | FC Bari 1908           | 1 - 0             | Cosenza Calcio          | Lega Pro (D3) |
| Serie B (D2)  | Bénévent Calcio        | 0 - 0 ap, 2-4 tab | US Salernitana 1919     | Serie B (D2)  |
| Serie B (D2)  | Brescia Calcio         | 0 - 2             | AC Pise 1909            | Serie B (D2)  |
| Serie B (D2)  | Frosinone Calcio       | 3 - 0             | Calcio Côme             | Lega Pro (D3) |
| Serie B (D2)  | Novare Calcio          | 2 - 1             | SS Juve Stabia          | Lega Pro (D3) |
| Serie B (D2)  | AC Pérouse Calcio      | 1 - 0             | US Alexandrie 1912      | Lega Pro (D3) |
| Serie B (D2)  | FC Pro Verceil 1892    | 3 - 1             | AC Reggiana 1919        | Lega Pro (D3) |
| Serie B (D2)  | Ternana Calcio         | 2 - 0 ap          | Pordenone Calcio        | Lega Pro (D3) |
| Serie B (D2)  | Trapani Calcio         | 3 - 0             | USD 1913 Seregno Calcio | Serie D (D4)  |
| Serie B (D2)  | Virtus Entella         | 2 - 0             | US Ancône 1905          | Lega Pro (D3) |
| Serie B (D2)  | AC Cesena              | 2 - 0             | US Arezzo               | Lega Pro (D3) |
| Serie B (D2)  | US Latina Calcio       | 1 - 0             | SS Matera Calcio        | Lega Pro (D3) |
| Serie B (D2)  | Ascoli Picchio FC 1898 | 2 - 2 ap, 8-9 tab | US Lecce                | Lega Pro (D3) |

### Troisième tour
| Division     | Club                 | Score             | Club                 | Division      |
| ------------ | -------------------- | ----------------- | -------------------- | ------------- |
| Serie A (D1) | Genoa CFC            | 3 - 2             | US Lecce             | Lega Pro (D3) |
| Serie A (D1) | Bologne FC 1909      | 2 - 0             | Trapani Calcio       | Serie B (D2)  |
| Serie A (D1) | US Palerme           | 1 - 0 ap          | FC Bari 1908         | Serie B (D2)  |
| Serie A (D1) | Udinese Calcio       | 2 - 3             | Spezia Calcio        | Serie B (D2)  |
| Serie B (D2) | Novare Calcio        | 1 - 0 ap          | US Latina            | Serie B (D2)  |
| Serie B (D2) | AC Pérouse Calcio    | 2 - 1             | Carpi FC 1909        | Serie B (D2)  |
| Serie A (D1) | Delfino Pescara 1936 | 2 - 0             | Frosinone Calcio     | Serie B (D2)  |
| Serie A (D1) | Torino FC            | 4 - 1             | FC Pro Verceil 1892  | Serie B (D2)  |
| Serie A (D1) | Atalanta BC          | 3 - 0             | US Cremonese         | Lega Pro (D3) |
| Serie B (D2) | AC Cesena            | 2 - 0             | Ternana Calcio       | Serie B (D2)  |
| Serie A (D1) | AC Chievo Vérone     | 3 - 0             | Virtus Entella       | Serie B (D2)  |
| Serie A (D1) | Empoli FC            | 2 - 0             | Vicence Calcio       | Serie B (D2)  |
| Serie B (D2) | US Salernitana 1919  | 1 - 1 ap, 3-4 tab | AC Pise 1909         | Serie B (D2)  |
| Serie B (D2) | Hellas Vérone FC     | 2 - 1             | FC Crotone           | Serie A (D1)  |
| Serie A (D1) | UC Sampdoria         | 3 - 0             | Bassano Virtus 55 ST | Lega Pro (D3) |
| Serie A (D1) | Cagliari Calcio      | 5 - 1             | SPAL 2013            | Serie B (D2)  |

### Quatrième tour
| Division     | Club             | Score             | Club                 | Division     |
| ------------ | ---------------- | ----------------- | -------------------- | ------------ |
| Serie A (D1) | Empoli FC        | 1 - 2             | AC Cesena            | Serie B (D2) |
| Serie A (D1) | AC Chievo Vérone | 3 - 0             | Novare Calcio        | Serie B (D2) |
| Serie A (D1) | Torino FC        | 4 - 0             | AC Pise 1909         | Serie B (D2) |
| Serie A (D1) | US Palerme       | 0 - 0 ap, 4-5 tab | Spezia Calcio        | Serie B (D2) |
| Serie A (D1) | Atalanta BC      | 3 - 0             | Delfino Pescara 1936 | Serie A (D1) |
| Serie A (D1) | UC Sampdoria     | 3 - 0             | Cagliari Calcio      | Serie A (D1) |
| Serie A (D1) | Genoa CFC        | 4 - 3             | AC Pérouse Calcio    | Serie B (D2) |
| Serie A (D1) | Bologne FC 1909  | 4 - 0             | Hellas Vérone FC     | Serie B (D2) |

### Huitièmes de finale
| Division     | Club               | Score    | Club             | Division     |
| ------------ | ------------------ | -------- | ---------------- | ------------ |
| Serie A (D1) | SSC Naples         | 3 - 1    | Spezia Calcio    | Serie B (D2) |
| Serie A (D1) | ACF Fiorentina     | 1 - 0    | AC Chievo Vérone | Serie A (D1) |
| Serie A (D1) | Juventus FC        | 3 - 2    | Atalanta BC      | Serie A (D1) |
| Serie A (D1) | AC Milan           | 2 - 1    | Torino FC        | Serie A (D1) |
| Serie A (D1) | FC Inter Milan     | 3 - 2 ap | Bologne FC 1909  | Serie A (D1) |
| Serie A (D1) | US Sassuolo Calcio | 1 - 2    | AC Cesena        | Serie B (D2) |
| Serie A (D1) | SS Lazio           | 4 - 2    | Genoa CFC        | Serie A (D1) |
| Serie A (D1) | AS Rome            | 4 - 0    | UC Sampdoria     | Serie A (D1) |

### Quarts de finale
Les matchs des quarts de finale se déroulent entre le 25 janvier et le 1er février 2017.
| Division     | Club           | Score | Club           | Division     |
| ------------ | -------------- | ----- | -------------- | ------------ |
| Serie A (D1) | SSC Naples     | 1 - 0 | ACF Fiorentina | Serie A (D1) |
| Serie A (D1) | Juventus FC    | 2 - 1 | AC Milan       | Serie A (D1) |
| Serie A (D1) | FC Inter Milan | 1 - 2 | SS Lazio       | Serie A (D1) |
| Serie A (D1) | AS Rome        | 2 - 1 | AC Cesena      | Serie B (D2) |

### Demi-finales
Les matchs des demi-finales se déroulent le 1er mars et le 5 avril 2016.
| Division     | Club        | Aller | Total | Retour | Club       | Division     |
| ------------ | ----------- | ----- | ----- | ------ | ---------- | ------------ |
| Serie A (D1) | Juventus FC | 3 - 1 | 5 - 4 | 2 - 3  | SSC Naples | Serie A (D1) |
| Serie A (D1) | SS Lazio    | 2 - 0 | 4 - 3 | 2 - 3  | AS Rome    | Serie A (D1) |

### Finale
| 17 mai 2017 | SS Lazio | 0 - 2   | Juventus FC             | Stadio Olimpico, Rome         |                               |
| 21 heures   |          | (0 - 2) | Alves 12e · Bonucci 25e | Arbitrage : Paolo Tagliavento | Arbitrage : Paolo Tagliavento |